# Arheološki muzej Iraklion
Arheološki muzej Iraklion je muzej v Iraklionu na Kreti. Je eden največjih muzejev v Grčiji in najboljši na svetu za minojsko umetnost, saj vsebuje daleč najpomembnejšo in popolno zbirko artefaktov minojske Krete.
Muzej hrani veliko večino najdb iz minojske palače v Knososu in drugih minojskih najdišč na Kreti.

## Zgodovina
Muzej se je začel leta 1883 kot preprosta zbirka starin; šlo je za čas, ko so začeli ponovno odkrivati minojsko civilizacijo in malo pred prvimi izkopavanji z ustreznimi znanstvenimi metodami. Takrat je bila Kreta po paktu iz Halepe leta 1878 tudi praktično avtonomen del Osmanskega cesarstva, čemur je kasneje sledila neodvisna Kretska država (1898–1913), ki je bila zaščitena z vojaško okupacijo velikih sil. Politične razmere so pripomogle, da so se kretske najdbe obdržale na otoku.
Namenska stavba je bila zgrajena od leta 1904 do 1912 na pobudo dveh kretskih arheologov, Iosifa Hatzidakisa in Stefanosa Ksantoudidisa. Po treh uničujočih potresih v letih 1926, 1930 in 1935 je muzej skoraj propadel. Direktor iraklionskega muzeja je bil takrat Spiridon Marinatos, ki si je zelo prizadeval najti sredstva in prepričati domačine in osrednjo vlado, da je potrebna nova trdna stavba. Leta 1935 je Marinatosu uspelo angažirati Patroklosa Karantinosa, da je zgradil trdno strukturo, ki je vzdržala naravne nesreče in bombardiranje, ki je spremljalo nemško invazijo leta 1941. Čeprav je bil muzej med drugo svetovno vojno poškodovan, je zbirka preživela nedotaknjena in je spet postala dostopna javnosti leta 1952. Novo krilo je bilo dodano leta 1964.
Arheološki muzej Iraklion je eden največjih in najpomembnejših muzejev v Grčiji ter med najpomembnejšimi muzeji v Evropi. Hrani reprezentativne artefakte iz vseh obdobij kretske prazgodovine in zgodovine, ki pokrivajo kronološki razpon več kot 5500 let od neolitika do rimskih časov. Izjemno pomembna minojska zbirka vsebuje edinstvene primere minojske umetnosti, med katerimi so mnogi prave mojstrovine. Muzej Iraklion upravičeno velja za muzej minojske kulture par excellence po vsem svetu.
Muzej stoji v središču mesta. Med letoma 1937 in 1940 ga je zgradil arhitekt Patroklos Karantinos na mestu, kjer je bil prej rimskokatoliški samostan sv. Frančiška, ki ga je uničil potres leta 1856. Protipotresna stavba muzeja je pomemben primer modernistične arhitekture in je prejela pohvalo Bauhausa. Karantinos je uporabil načela moderne arhitekture za posebne potrebe muzeja, tako da je zagotovil dobro osvetlitev iz strešnih oken nad in ob vrhu sten ter olajšal lahek pretok velikih skupin ljudi. Predvideva tudi prihodnje razširitve muzeja. Barve in gradbeni materiali, kot je večbarvni marmor z žilami, spominjajo na nekatere minojske stenske poslikave, ki posnemajo marmornato oblogo. Dvonadstropna stavba ima velike razstavne prostore, laboratorije, risalnico, knjižnico, pisarne in poseben oddelek, tako imenovano Znanstveno zbirko, kjer hranijo in preučujejo številne najdbe. Muzejska trgovina, ki jo vodi Arheološki sklad, prodaja muzejske kopije, knjige, razglednice in diapozitive. Na voljo je tudi kavarna.
Večina muzeja je bila zaradi prenove zaprta od leta 2006 in ponovno odprta maja 2013.
Arheološki muzej Iraklion je posebna regionalna služba Ministrstva za kulturo in njen namen je pridobivanje, varovanje, konzerviranje, evidentiranje, preučevanje, objavljanje, razstavljanje in promocija kretskih artefaktov od prazgodovine do poznega rimskega obdobja. Muzej organizira občasne razstave v Grčiji in tujini, sodeluje z znanstvenimi in znanstvenimi ustanovami ter gosti različne kulturne dogodke.

## Zbirke

### Soba I
Zajema najdbe od leta 6000 pr. n. št. do obdobja pred palačo, vključno z:
- Neolitska boginja plodnosti
- posoda Vasiliki
- Kamniti kozarci z otoka Mochlos
- Miniaturne glinene skulpture

### Soba II
Zajema najdbe iz let 2000 pr. n. št. do 1700 pr. n. št. v Knososu, Malija in več vrhovnih svetišč, vključno z:
- Lončenina Kamares
- Zastekljene plošče minojskih hiš (tudi "mestni mozaik")
- Figurice vrhovnega svetišča

### Soba III
- Disk iz Fajstosa
- Lončenina Kamares

### Soba IV
Zajema najdbe od 1700 pr. n. št. do 1450 pr. n. št., vključno z:
- Riton bikove glave iz Knososa
- Figurice minojske kačje boginje
- Orodje in orožje, večinoma ulito v bron
- Skodelice z napisi v linearni pisavi A

### Soba V
Zajema najdbe od 1450 pr. n. št. do 1400 pr. n. št., vključno z:
- Trgovski predmeti starega Egipta
- Glineni model hiše
- Primeri skriptov Linear A in Linear B

### Soba VI
Zajema najdbe iz pokopališč v Knososu, Fajstosu in Archanu, vključno z:
- Glinene figurice
- Zlati nakit
- Pokop konja iz tolosne grobnice v Archanu

### Soba VII
Zajema najdbe iz let 1700 pred našim štetjem do 1300 pred našim štetjem iz manjših vil in svetih jam, vključno z:
- Bronaste dvojne sekire
- Žetvena vaza
- Vaze iz steatita iz Agie Triade
- Zlati nakit iz Malije

### Prostor VIII – Zakros
Zajema najdbe iz palače Zakros iz let 1700 pr. n. št. do 1450 pr. n. št., vključno z:
- Riton iz kamnitega kristala
- Riton bikove glave
- Lončenina s cvetličnimi in morskimi motivi

### Soba IX
Zajema najdbe od 1700 pr. n. št. do 1450 pr. n. št. na vzhodni Kreti, vključno z:
- Figurice iz terakote iz svetišča na vrhu Pisokephalo
- Pečatni kamni

### Soba X – mikenska
Zajema najdbe od 1400 pr. n. št. do 1100 pr. n. št., vključno z:
- Glinene figurice
- Glinena skulptura plesalk z igralcem na liro

### Soba XI – Dorian
Zajema najdbe od leta 1100 pr. n. št. do 900 pr. n. št. med prihodom dorskih Grkov, vključno z:
- Orožje in orodje, večinoma iz železa
- Glinene figurice plodnosti
- Votivne daritve

### Soba XII
Zajema najdbe do leta 650 pr. n. št., vključno z:
- Keramika okrašena z grifi
- Artefakti in figurice iz Kato Syme

### Soba XIII – Larnakes
Tu so razstavljeni minojski larnaksi (glinene krste).

### Prostor XIV – Dvorana fresk
- Freske iz Knososa in Agie Triade
- Sarkofag iz Agie Triade

### Soba XV in soba XVI
Več fresk, vključno z znamenito La Parisienne

### Soba XX – klasična grščina, grško-rimska
Skulpture iz klasične grške in grško-rimske dobe

## Galerija
- Minojski riton v obliki bika
- Minojski nakit
- Fragment freske plešoče ženske (Knosos, 1600-1450 pr. n. št.)
- Freska (1600-1450 pr. n. št.) iz palače Knosos, akrobati, ki skačejo čez bika
- Čelada iz merjaŠčevega okla
- Žetvena vaza
- Kip Izide-Perzefone, ki drži sistrum
- Potujoči filozof, običajno povezan z Apolonijem iz Tiane
- Bronasti portretni kip mladeniča, najden v Ierapetri
- Freska Dame v modrem
- Lilijska freska
- Lilijska freska